# Paul Brochart
Paul Julien Brochart (Ans, 22 april 1899 - aldaar, 22 december 1971) was een Belgische atleet, die gespecialiseerd was in de sprint. Hij nam driemaal deel aan de Olympische Spelen, en veroverde op twee verschillende onderdelen twaalf Belgische titels. In 1924 stond hij met 10,7 s op een gedeelde vierde plaats op de wereldranglijst van de 100 m.

## Biografie
Paul Brochart begon zijn sportieve loopbaan als voetballer bij Ans FC in 1913 en transfereerde samen met zijn broer Théo Brochart in 1919 naar FC Liègeois voor twee seizoenen, maar stopte als voetballer. Tijdens zijn verplichte deportatie naar Duitsland tijdens WO I ontstond een vriendschapsband met Paul-Henri Spaak en ontdekte hij de atletieksport.
In 1920 nam Brochart deel aan de Olympische Spelen van Antwerpen. Hij werd op de 100 m vierde in de halve finale. Ook op de 200 m haalde hij de halve finale, waarvoor hij door ziekte forfait moest geven. Op deze nummers nam hij ook deel aan de Olympische Spelen van 1924 in Parijs en de Olympische Spelen van 1928 in Amsterdam. Hij haalde telkens de kwartfinales.
Brochart werd tussen 1919 en 1928 twaalfmaal Belgisch kampioen op de 100 of 200 m. Hij verbeterde verschillende malen het Belgische record. Zijn records werden pas in 1938 door Julien Saelens scherper gesteld.

### Clubs
Brochart was aangesloten bij FC Luik.

## Belgische kampioenschappen
| onderdeel | jaar                                           |
| --------- | ---------------------------------------------- |
| 100 m     | 1919, 1921, 1922, 1923, 1925, 1926, 1927, 1928 |
| 200 m     | 1919, 1921, 1922, 1923                         |

## Persoonlijke records
| Onderdeel | Prestatie | Datum        | Plaats    |
| --------- | --------- | ------------ | --------- |
| 100 m     | 10,7 s    | 8 juli 1923  | Luik      |
| 200 m     | 22,0 s    | 31 juli 1928 | Amsterdam |

## Palmares

### 100 m
- 1920: 4e in ½ fin. OS in Antwerpen
- 1924: 4e in ¼ fin. OS in Parijs
- 1928: 5e in ¼ fin. OS in Amsterdam

### 200 m
- 1920: DNS in ½ fin. OS in Antwerpen
- 1924: 3e in ¼ fin. OS in Parijs
- 1928: 3e in ¼ fin. OS in Amsterdam

### 4 x 100 m
- 1920: 4e in reeks OS in Antwerpen
- 1928: 3e in reeks OS in Amsterdam

- Bibliothèque nationale de France: cb165504271 (data)
- International Standard Name Identifier: 0000 0004 5097 564X
- Virtual International Authority File: 316737694